# Mala diplomática

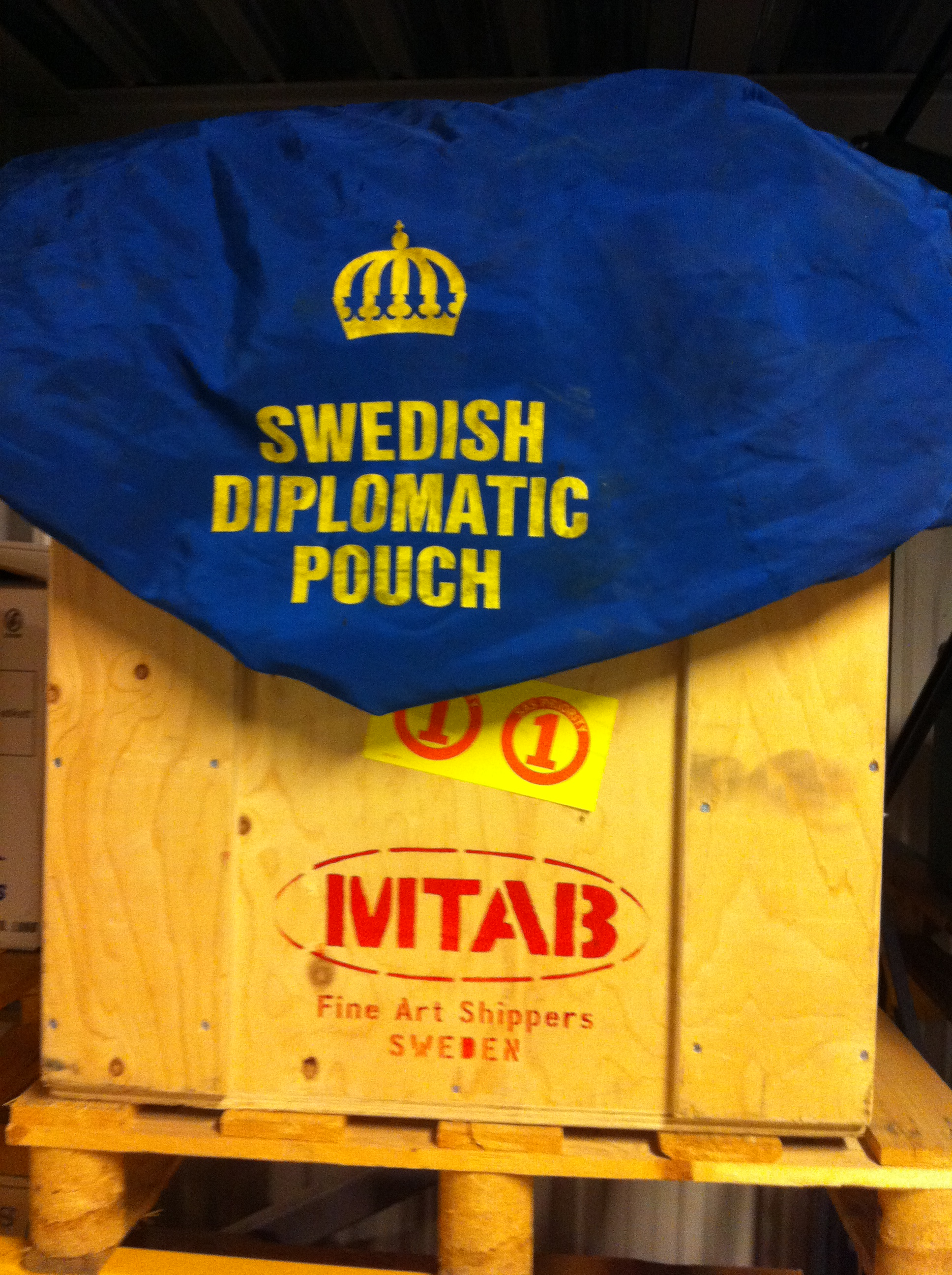
Uma mala diplomática da Suécia

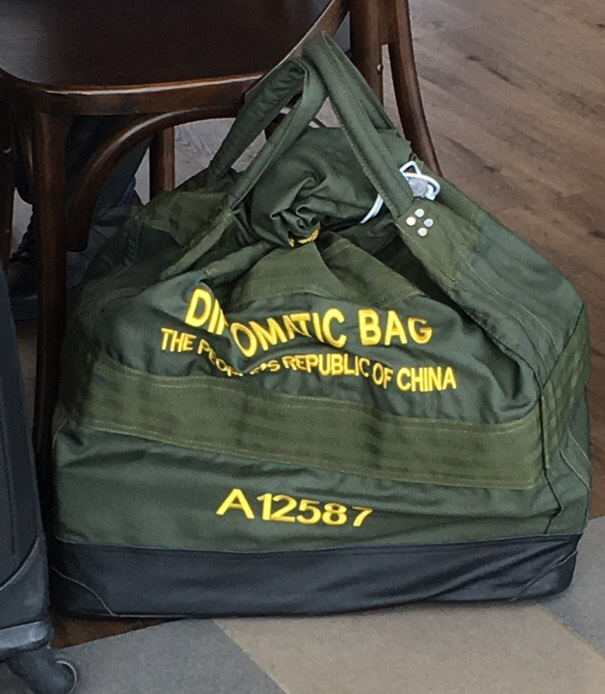
Uma mala diplomática da China

Uma mala diplomática, também conhecida como malote diplomático, é um contêiner com certas proteções legais usado para transportar correspondência oficial ou outros itens entre uma missão diplomática e seu governo de origem ou outra entidade diplomática, consular ou oficial. O conceito físico de uma "mala diplomática" é flexível e pode assumir muitas formas (por exemplo, uma caixa de papelão, maleta, bolsa de viagem, mala grande, engradado ou até mesmo um contêiner de transporte).
Além disso, uma mala diplomática geralmente tem algum tipo de cadeado ou selo inviolável anexado a ela para impedir ou detectar interferência de terceiros não autorizados. O ponto mais importante é que, desde que seja marcado externamente para mostrar seu status, o contêiner tem imunidade diplomática de busca ou apreensão, conforme codificado no artigo 27 da Convenção de Viena sobre Relações Diplomáticas de 1961. Só pode conter artigos destinados ao uso oficial, embora tenham ocorrido numerosos casos em que os privilégios da mala diplomática foram utilizados para facilitar o contrabandos. As malas geralmente são escoltadas por um mensageiro diplomático, que também é imune à prisão e detenção.

## Remessas notáveis
- Durante a Segunda Guerra Mundial, Winston Churchill teria recebido remessas de charutos cubanos por esse método.[2]
- Triplex foi uma operação de espionagem britânica na Segunda Guerra Mundial que envolvia copiar secretamente o conteúdo de malas diplomáticas de países neutros.
- Em 1964, um agente duplo israelense de origem marroquina chamado Mordechai Louk foi drogado, amarrado e colocado em uma caixa de correspondência diplomática na embaixada egípcia em Roma, Itália mas foi resgatado pelas autoridades italianas.[4][5] A caixa em que ele foi selado "quase certamente já havia sido usada antes para carga humana",[6] inclusive possivelmente para um oficial militar egípcio que desertou para a Itália vários anos antes, mas depois desapareceu sem deixar rastros antes de reaparecer sob custódia egípcia e enfrentar julgamento.
- O governo do Canadá enviou passaportes canadenses e outros materiais por meio de uma mala diplomática para Teerã, Irã para ajudar na exfiltração de seis diplomatas americanos que escaparam da captura durante a tomada da embaixada dos Estados Unidos.
- Durante a Guerra das Malvinas de 1982, o governo da Argentina usou uma mala diplomática para contrabandear diversas minas limpet para sua embaixada na Espanha, para serem usadas na secreta Operação Algeciras, na qual agentes argentinos explodiriam um navio de guerra britânico no Estaleiro da Marinha Real Britânica em Gibraltar. A conspiração foi descoberta e interrompida pela polícia espanhola antes que os explosivos pudessem ser colocados.[7]
- No Caso Dikko de 1984, um ex-ministro do governo da Nigéria, Umaru Dikko, foi sequestrado e colocado em uma caixa de transporte em uma tentativa de transportá-lo do Reino Unido de volta à Nigéria para julgamento.[5] No entanto, ela não estava marcada como mala diplomática, o que permitiu que a alfândega britânica a abrisse.[5]
- Em 1984, a submetralhadora Sterling usada para matar a WPC Yvonne Fletcher de dentro da embaixada da Líbia em Londres, foi contrabandeada para fora do Reino Unido em uma das 21 malas diplomáticas.[8]
- Em março de 2000, o Zimbábue se tornou objeto de atenção política internacional quando abriu um carregamento diplomático britânico.[2]
- Em maio de 2008, uma bomba de reposição para o banheiro da Estação Espacial Internacional foi enviada em uma mala diplomática da Rússia para os Estados Unidos para chegar antes da decolagem da próxima missão do ônibus espacial.[9]
- Em 2012, uma remessa de 16 quilos de cocaína foi enviada para as Nações Unidas em Nova York em uma bolsa disfarçada de mala diplomática.[10]
- Em janeiro de 2012, a Itália detectou 40 quilos de cocaína contrabandeados em uma mala diplomática do Equador, prendendo cinco pessoas. O Equador insistiu que inspecionou a remessa de drogas no Ministério das Relações Exteriores antes de enviá-la a Milão.[11]
- Em novembro de 2013, o governo do Reino Unido alegou que uma mala diplomática britânica havia sido aberta pela Guarda Civil na fronteira entre Gibraltar e a Espanha, provocando um protesto diplomático formal.[12] O governo espanhol respondeu que a mala, transportada do Governador de Gibraltar por uma empresa de courier e contida em uma mala postal que continha outros pacotes, não atendia aos critérios de estar em trânsito entre uma missão diplomática e um governo nacional.[13][14]
- Em julho de 2020, autoridades indianas detectaram 30 quilos de ouro contrabandeados em uma remessa diplomática oculta dos Emirados Árabes Unidos, que foi apreendida no Aeroporto de Thiruvananthapuram, em Kerala, pelo Departamento de Alfândega da Índia. A Agência Nacional de Investigação da Índia revelou que ex-funcionários do consulado local dos Emirados Árabes Unidos estavam envolvidos em contrabando de ouro.[15]